# 1955年の相撲
1955年の相撲（1955ねんのすもう）は、1955年の相撲に関する出来事について述べる。

## 大相撲

### できごと
- 1月、初場所、蔵前国技館で15日間。栃錦が新横綱となる。年寄藤島（元横綱安藝ノ海）廃業。
- 2月、名古屋準本場所15日間、横綱栃錦優勝。
- 3月、第1回伊勢神宮奉納大相撲、横綱鏡里優勝。春場所、大阪府立体育会館で15日間。場所後の番付編成会議で大内山の大関昇進決定。この場所より読売新聞社が雷電賞を創設、関脇以下の最多勝利者に授与。
- 5月、夏場所、蔵前国技館で15日間。場所の10日目、昭和天皇が戦後初の相撲観戦。
- 6月、蔵前国技館に相撲錬成道場開設。指導普及部に時津風取締就任。
- 9月、秋場所、蔵前国技館で15日間。三根山が関脇に陥落。この場所は打出しが午後8時のナイター興業となる。
- 10月、場所後の番付編成会議で松登と若ノ花の同時大関昇進決定。
- 11月、福岡で九州準本場所15日間、横綱吉葉山優勝。

### 本場所
- 一月場所（蔵前国技館、9～23日）
幕内最高優勝 : 千代の山雅信（12勝3敗,4回目）
  - 殊勲賞-朝潮、敢闘賞-時津山、技能賞-信夫山

十両優勝 : 星甲昌男（11勝4敗）
- 三月場所（大阪府立体育会館、6～20日）
幕内最高優勝 : 千代の山雅信（13勝2敗,5回目）
  - 殊勲賞-大内山、敢闘賞-若ノ海、技能賞-琴ヶ濱

十両優勝 : 栃光正之（15戦全勝）
- 五月場所（蔵前国技館、15～29日）
幕内最高優勝 : 栃錦清隆　（14勝1敗,5回目）
  - 殊勲賞-時津山、敢闘賞-若ノ海、技能賞-信夫山

十両優勝 : 平鹿川泰二（12勝3敗）
- 九月場所（蔵前国技館、18～10月2日）
幕内最高優勝 : 鏡里喜代治（14勝1敗,2回目）
  - 殊勲賞-松登、敢闘賞-出羽錦、技能賞-若ノ花

十両優勝 : 神生山清（13勝2敗）

## 誕生
- 2月15日 - 岩波重廣（最高位：前頭8枚目、所属：立浪部屋、+ 1999年【平成11年】）[1]
- 3月29日 - 大豊昌央（最高位：小結、所属：時津風部屋）[2]
- 4月26日 - 栃剣展秀（最高位：前頭2枚目、所属：春日野部屋）[3]
- 6月1日 - 千代の富士貢（第55代横綱、所属：九重部屋、+ 2016年【平成28年】）[4]
- 7月25日 - 星岩涛祐二（最高位：前頭14枚目、所属：井筒部屋→陸奥部屋）[5]
- 8月14日 - 嗣子鵬慶昌（最高位：前頭2枚目、所属：二所ノ関部屋→大鵬部屋、+ 2006年【平成18年】）[6]
- 8月14日 - 小沼克行（最高位：前頭9枚目、所属：鏡山部屋）[7]
- 8月17日 - 綾の海金太郎（最高位：十両13枚目、所属：大鵬部屋）
- 12月9日 - 4代朝潮太郎（最高位：大関、所属：高砂部屋、+ 2023年【令和5年】）[8][9]

## 死去
- 1月7日 - 桂川力蔵（最高位：十両5枚目、所属：入間川部屋、* 1895年【明治28年】）
- 3月17日 - 佐渡ヶ嶌林蔵（最高位：前頭12枚目、所属：浅香山部屋→井筒部屋、* 1909年【明治42年】）[10]